# Newsweek Polska
Newsweek Polska ist ein polnisches Nachrichtenmagazin, das wöchentlich erscheint und von dem Medienhaus Ringier Axel Springer Polska Sp. z o.o. herausgegeben wird. Es handelt sich keineswegs um eine Lizenz-Ausgabe des amerikanischen Nachrichtenmagazins Newsweek, vielmehr publiziert die Redaktion eigene Texte. Die Zeitschrift erscheint seit dem 3. September 2001.
Unter den polnischen Nachrichtenmagazinen lag Newsweek Polska im Dezember 2020 mit einem Verkauf von 91.450 Exemplaren auf dem zweiten Platz - hinter dem Wettbewerbstitel Polityka (100.822 Ex.).